# Dirk Schleinert
Dirk Schleinert (né le 2 juin 1966 à Greifswald) est un archiviste et historien allemand. Il a publié de nombreux écrits sur l'histoire de la Poméranie.

## Biographie
Dirk Schleinert grandit dans la commune de Görmin et étudie à l'école polytechnique locale. Il apprend d'abord le métier de technicien/mécanicien de zoo à Eberswalde-Finow et obtient en même temps son Abitur. Schleinert étudie l'histoire et les études scandinaves à l'Université de Greifswald et à l'Université de Linköping, ainsi qu'à l'école technique d'archivage "Franz Mehring" à Potsdam et à l'école d'archives de Marbourg (de). En 1999, il reçoit une bourse de doctorat de la Fondation Konrad-Adenauer pour sa thèse sur l'histoire de l'agriculture en Poméranie. Cet ouvrage, publié par Böhlau Verlag en 2001, reçoit les prix scientifiques de la Société d'histoire, d'antiquité de Poméranie et de l'Association patriotique de Poméranie (de) . En novembre 2000, la Caisse d'épargne de Poméranie-Occidentale (de) lui décerne son prix pour ses services à la coopération germano-polonaise dans le cadre de la troisième semaine culturelle polonaise « polenmARkT (de) ». Cela fait de Schleinert le premier récipiendaire de ce prix.
Il travaille comme archiviste aux Archives d'État de Greifswald (de), aux Archives principales d'État de Schwerin (de) et entre 2002 et 2014 aux Archives d'État de Saxe-Anhalt à Magdebourg et Wernigerode. Depuis le 1er mars 2014, il est directeur des archives de la ville hanséatique de Stralsund (de) et de 2017 à fin 2018, membre du conseil d'administration de l'association d'État de Mecklembourg-Poméranie occidentale de l'Association des archivistes allemands.
De 2002 à 2008, Schleinert est membre du comité de rédaction du Pommern. Zeitschrift für Kultur und Geschichte. Il est membre à part entière depuis 2005 et, de 2009 à 2013, il est membre du conseil d'administration de la Commission historique de Poméranie. En septembre 2011, il est nommé au comité de rédaction de Baltische Studien et en est le rédacteur en chef depuis avril 2016. Il démissionne de cette fonction au printemps 2018 pour des raisons de santé, mais est toujours responsable du millésime 2018 par intérim.
Schleinert publie des écrits et des essais sur l'histoire de la Poméranie, qui paraissent dans la revue Pommern, entre autres, dans les Baltische Studien et dans l'annuaire de l'histoire de l'Allemagne-Centrale et Orientale ainsi que dans des anthologies. Ses recherches portent notamment sur les espaces ruraux à l'époque moderne, la noblesse terrienne de Poméranie-Occidentale du Moyen Âge au XIXe siècle et la maison ducale de Poméranie au XVIe et au début du XVIIe Siècle. Depuis 2014, l'histoire de la ville hanséatique de Stralsund fait également l'objet de ses recherches et publications.

## Publications

### Monographies et co-éditions
- Ivo Asmus, Haik Thomas Porada (de), Dirk Schleinert (Hrsg.): Geographische und historische Beiträge zur Landeskunde Pommerns. Eginhard Wegner zum 80. Geburtstag (Greifswalder Geographische Arbeiten, Sonderband). Thomas Helms Verlag, Schwerin 1998,  (ISBN 3-931185-48-6).
- Die Gutswirtschaft im Herzogtum Pommern-Wolgast im 16. und frühen 17. Jahrhundert. (= Veröffentlichungen der Historischen Kommission für Pommern. Reihe V: Forschungen zur Pommerschen Geschichte. Band 36). Böhlau, Köln u. a. 2001,  (ISBN 3-412-10401-9). (zugleich Greifswald, Univ., Diss., 1999) googlebooks
- Das Stammbuch Herzog Philipps II. von Pommern (Findbücher, Inventare und kleine Schriften des Landeshauptarchivs Schwerin, Band 10). Landeshauptarchiv Schwerin, Schwerin 2004,  (ISBN 3-9805560-9-3).
- Die Geschichte der Insel Usedom. Hinstorff Verlag (de), Rostock 2005,  (ISBN 3-356-01081-6) (4. Aufl. 2017).
- Die schwedische Landesaufnahme von Vorpommern 1692–1709. Karten und Texte. Städte. Band 3, Teil 1: Stettin. Lastadie und Vorstädte. Steinbecker Verlag, Greifswald 2004,  (ISBN 3-931483-33-9).
- Die schwedische Landesaufnahme von Vorpommern 1692–1709. Karten und Texte. Städte. Band 3, Teil 2: Stettin. Passauer Viertel. Verlag Ludwig, Kiel 2005,  (ISBN 3-937719-29-6). googlebooks
- Dirk Schleinert, Ralf-Gunnar Werlich (Hrsg.): Loitz – Stadt an der Peene. Beiträge zur Geschichte und zu ihren Kunst- und Baudenkmalen. (= Beiträge zur pommerschen Landes-, Kirchen- und Kunstgeschichte. Band 10). Thomas Helms Verlag, Schwerin 2008,  (ISBN 978-3-935749-63-3).
- Die schwedische Landesaufnahme der Insel Poel 1698. (= Quellen und Studien aus den Landesarchiven Mecklenburg-Vorpommerns. Band 9). Edition Temmen (de), Bremen 2009,  (ISBN 978-3-86108-064-0).
- Dirk Schleinert im Auftrag der Historischen Kommission für Pommern e. V. (Hrsg.): Eginhard Wegner (de): Das Land Loitz zwischen 1200 und 1700. Ein Beitrag zu einer historisch-geographischen Untersuchung Vorpommerns. Verlag Ludwig, Kiel 2009,  (ISBN 978-3-86935-010-3); Kartenband: Verlag Ludwig, Kiel 2010,  (ISBN 978-3-86935-032-5). (Die schwedische Landesaufnahme von Vorpommern 1692–1709, Sonderband)
- Dirk Schleinert (Text), Heiko Wartenberg (Bildredaktion): Das alte Pommern. Leben und Arbeiten auf dem platten Land. Hinstorff Verlag, Rostock 2010,  (ISBN 978-3-356-01381-8).
- Der Ideale Gutsbetrieb in Schwedisch-Pommern. Eine Reformschrift des Landrates Felix Dietrich von Behr von 1752. (= Publikationen des Lehrstuhls für Nordische Geschichte. Band 14). Greifswald 2011,  (ISBN 978-3-86006-374-3).
- Henning Rischer (de), Dirk Schleinert (Hrsg.): Die Demminer Kolloquien zur Geschichte Vorpommerns. Ausgewählte Beiträge 1995–2011. Sardellus Verlagsgesellschaft, Greifswald 2012,  (ISBN 978-3-9813402-3-5).
- Pommerns Herzöge. Die Greifen im Porträt. Hinstorff Verlag, Rostock 2012,  (ISBN 978-3-356-01479-2).
- Die schwedische Landesaufnahme von Vorpommern 1692–1709. Karten und Texte. Städte. Band 3, Teil 3: Stettin. Kessiner Viertel. Verlag Ludwig, Kiel 2013,  (ISBN 978-3-86935-201-5).
- Sonja Birli, Nils Jörn, Christian Peplow, Haik Thomas Porada, Dirk Schleinert (Hrsg.): ene vruntlike tohopesate. Beiträge zur Geschichte Pommerns, des Ostseeraums und der Hanse. Festschrift für Horst Wernicke zum 65. Geburtstag. (= Schriftenreihe der David-Mevius-Gesellschaft. Band 12). Kovac, Hamburg 2016,  (ISBN 978-3-8300-8799-1).
- Dirk Schleinert, Monika Schneikart (Hrsg.): Zwischen Thronsaal und Frawenzimmer. Handlungsfelder pommerscher Fürstinnen um 1600 (= Forschungen zur pommerschen Geschichte. Band 50). Böhlau Verlag, Köln/ Weimar/ Wien 2017,  (ISBN 978-3-412-50560-8).
- Die Stralsunder Kirchen- und Schulordnung von 1525 (= Beiträge zur Kirchen-, Kunst- und Landesgeschichte Pommerns, Band 20), mit Beiträgen von Norbert Buske, Heiner Lück und Dirk Schleinert. Thomas Helms Verlag, Schwerin 2017,  (ISBN 978-3-940207-62-3).
- Nils Jörn, Dirk Schleinert (Hrsg.): Vom Löwen zum Adler. Der Übergang Schwedisch-Pommerns an Preußen 1815 (= Forschungen zur pommerschen Geschichte. Band 52). Böhlau Verlag, Köln 2019,  (ISBN 978-3-412-51242-2).
- Frieden im Ostseeraum. Konfliktbewältigungen vom Mittelalter bis 1945 (= Forschungen zur pommerschen Geschichte. Band 59), Böhlau Verlag, Köln 2022,  (ISBN 978-3-412-52430-2).

### Essais
- Das Amt Loitz von 1592 bis 1631. Zu den wirtschaftlichen und finanziellen Grundlagen eines fürstlichen Witwensitzes. In: Martina Schattkowsky (Hrsg.): Witwenschaft in der frühen Neuzeit. Fürstliche und adlige Witwen zwischen Fremd- und Selbstbestimmung. Leipziger Universitätsverlag, 2003,  (ISBN 3-936522-79-0), S. 378–402.
- „Wonhoff“, „Ackerwerck“ und „Scheperie“ – adlige Eigenwirtschaften im Herzogtum Pommern-Wolgast in der ersten Hälfte des 16. Jahrhunderts. In: Jahrbuch für die Geschichte Mittel- und Ostdeutschlands. 50. Jg., 2004, S. 101–130.
- Der „Codex diplomaticus Bogislai X.“ – eine wichtige Quelle zur pommerschen Geschichte um 1500. In: Jahrbuch für die Geschichte Mittel- und Ostdeutschlands. 53. Jg., 2007, S. 37–70.
- Herzogin Sophia Hedwig von Pommern-Wolgast – ein Lebensbild. In: Dirk Schleinert, Ralf-Gunnar Werlich: Loitz – Stadt an der Peene. Beiträge zur Geschichte und zu ihren Bau-Kunstdenkmalen. (= Beiträge zur pommerschen Landes-, Kirchen- und Kunstgeschichte. Band 10). Helms, Schwerin 2008,  (ISBN 978-3-935749-63-3), S. 101–114.
- Die zweite Hochzeit Herzog Georgs I. von Pommern mit Margarete von Brandenburg im Januar 1530 in Berlin. In: Baltische Studien. NF 94, 2008, S. 55–70.
- Georgia von Pommern (1531–1573). Studien zum Leben einer Fürstin des 16. Jahrhunderts. In: Jahrbuch für die Geschichte Mittel- und Ostdeutschlands. 55. Jg., 2009, S. 71–120.
- „Beyfällige Gedancken über die sich in der Landwirthschaft findenden Mängel...“ Die vorpommersche Gutswirtschaft im Spiegel der Aufzeichnungen des Landrates Felix Dietrich von Behr auf Bandelin von 1752. In: Christoph Schmelz, Jana Zimdars (Hrsg.): Innovationen im Schwedischen Großreich. Eine Darstellung anhand von Fallstudien. (= Schriftenreihe der David-Mevius-Gesellschaft. Band 3). Kovac, Hamburg 2009,  (ISBN 978-3-8300-4113-9), S. 161–180.
- Aus Bürgerlichen werden Landadlige. Die Familie von Mevius als Grundbesitzer in Vorpommern. In: Nils Jörn, Haik Thomas Porada (Hrsg.): Lebenswelt und Lebenswirklichkeit des Adels im Ostseeraum. (= Schriftenreihe der David-Mevius-Gesellschaft. Band 5). Kovac, Hamburg 2009,  (ISBN 978-3-8300-4600-4), S. 21–111.
- Out of Pommern – Der Übergang der Familie von Blixen nach Schweden und Dänemark. In: Martin Krieger, Joachim Krüger (Hrsg.): Regna firmat pietas. Staat und Staatlichkeit im Ostseeraum. Festgabe zum 60. Geburtstag von Jens E. Olesen. Greifswald 2010,  (ISBN 978-3-86006-359-0), S. 341–357.
- „Wie von alterß zwischen diesen beiden landen... allewege gute correspondentz gewesen.“ Zur zweiten Hochzeit Herzog Ulrichs III. von Mecklenburg mit Anna von Pommern und weiteren Beziehungen zwischen den Herzögen von Pommern und Mecklenburg im späten 16. und frühen 17. Jahrhundert. In: Bernd Kasten, Matthias Manke (de), Johann Peter Wurm (Hrsg.): Leder ist Brot. Beiträge zur norddeutschen Landes- und Archivgeschichte. Festschrift für Andreas Röpcke. Schwerin 2011,  (ISBN 978-3-940207-69-2), S. 153–166.
- Stettin in der schwedischen Landesaufnahme. In: Baltische Studien. NF 97, 2011, S. 81–94.
- Epochen der vorpommerschen Agrargeschichte vom 13. bis zur Mitte des 20. Jahrhunderts. In: Henning Rischer, Dirk Schleinert (Hrsg.): Die Demminer Kolloquien zur Geschichte Vorpommerns. Ausgewählte Beiträge 1995–2011. Greifswald 2012, S. 71–86.
- Strövtåg i släkten Blixens historia i Pommern 1239–1852 (Streifzüge durch die Geschichte des Geschlechts Blixen in Pommern 1239-1852). In: Personhistorisk tidskrift. Band 1, 2012, S. 83–97.
- "So kann ich doch bey dieser hochbeschwerlichen undt Geldt klemmenden Zeit kein einig Mittel finden." Krieg und Kredit im Leben des vorpommerschen Adels im 17. Jahrhundert am Beispiel der Familie von Wackenitz auf Trissow. In: Nils Jörn (Hrsg.): Rechtsprechung zur Bewältigung von Kriegsfolgen. Festgabe zum 85. Geburtstag von Herbert Langer. (= Schriftenreihe der David-Mevius-Gesellschaft. Band 7). Hamburg 2012, S. 111–158.
- Quellenkundliche Überlegungen zu Stettin und Wolgast als Residenzstädte im 16. und frühen 17. Jahrhundert. In: Mitteilungen der Residenzen-Kommission der Akademie der Wissenschaften zu Göttingen. Stadt und Hof – Projekt Residenzstädte im Alten Reich 1300–1800. Band 2, 2013, S. 60–76.
- Das Staatsarchiv Stettin von 1939 bis 1945. In: Baltische Studien. NF 99, 2013, S. 111–131.
- Überlegungen zur Rekonstruktion der Stralsunder Gymnasialbibliothek. In: Andrzej Puławski (Hrsg.): Die Bedeutung von Weiterverarbeitung digitalisierter Kopien regionaler Bibliotheksbestände im Netz / Znaczenie udostępniania kopii cyfrowych regionalnych zbiorów bibliotecznych w sieci. Materiały z konferencji Stargard Szczeciński, 5 września 2014 r. Stargard 2014, S. 15–25.
- Stralsund im 17. und 18. Jahrhundert. In: Heuser, Buden und ander Architectura. Barocke Wohnbauten des 17. und 18. Jahrhunderts in Stralsund. (= Stralsunder Denkmale. Heft 4). Stralsund 2015, S. 4–10.
- Wann wurde Herzog Erich II. von Pommern geboren? In: Stralsunder Hefte für Geschichte, Kultur und Alltag 2015. Stralsund 2015, S. 9–10.
- Pommern – „natürlicher“ Verbündeter oder leichte Beute? In: Inken Schmidt-Voges, Nils Jörn (Hrsg.): Mit Schweden verbündet – von Schweden besetzt. Akteure, Praktiken und Wahrnehmungen schwedischer Herrschaft im Alten Reich während des Dreißigjährigen Krieges. (= Schriftenreihe der David-Mevius-Gesellschaft. Band 10). Hamburg 2016, S. 59–72.
- Mecklenburg und Vorpommern. Grenzen und Perspektiven einer historischen Annäherung. In: Mecklenburgische Jahrbücher (de). 130 Jg., 2015, S. 343–357.
- Zeitgenössische Berichte zu den Anfängen des Landesarchivs Greifswald. Eine kommentierte Quellenedition. In: Baltische Studien. NF 101, 2015, S. 161–181.
- Die „Erbeinigunge“ von 1538. Ein bislang als nicht mehr existierend angesehener pommerscher Frühdruck im Stadtarchiv Stralsund. In: Pommern. Zeitschrift für Kultur und Geschichte. 54. Jg., H. 2, 2016, S. 40–43.
- Allen unwillen unde schellinge wech gelecht. Quellenkundliche und rechtsgeschichtliche Anmerkungen zum Konflikt der Stadt Stralsund mit der adligen Familie Barnekow wegen der Tötung des Landvogtes Raven Barnekow 1453. In: Sonja Birli u. a. (Hrsg.): "ene vruntlike topesatte." Beiträge zur Geschichte Pommerns, des Ostseeraums und der Hanse. Festschrift für Horst Wernicke zum 65. Geburtstag (= Schriftenreihe der David-Mevius-Gesellschaft. Band 12). Hamburg 2016, S. 517–535.
- Die Verleihung der Adelswürde an den Stralsunder Rat und die Anfertigung eines neuen Stadtwappens zu Beginn des 18. Jahrhunderts. In: StraleSunth, 6. Jg. (2016), S. 12–21.
- Agrarwirtschaft in Vorpommern im 19. Jahrhundert. In: Blätter für deutsche Landesgeschichte, Band 152 (2016), S. 329–341.
- "Han var en tapper krigare". Militärdienst als Chance für den pommerschen Uradel. Beispiele aus der Familie von Blixen. In: Nils Jörn (Hrsg.): Anpassung, Unterordnung, Widerstand?! – Das Verhältnis zwischen Ur- und Neuadel im schwedischen Konglomeratstaat (= Schriftenreihe der David-Mevius-Gesellschaft. Band 11). Hamburg 2017, S. 77–102.
- Das Herzogtum Pommern um 1600. Ein Überblick. In: Dirk Schleinert, Monika Schneikart (Hrsg.), Zwischen Thronsaal und Frawenzimmer. Handlungsfelder pommerscher Fürstinnen um 1600 (= Veröffentlichungen der Historischen Kommission für Pommern, Reihe V: Forschungen zur pommerschen Geschichte, Band 50), Köln/Weimar/Wien 2017, S. 25–36.
- Die Gründung der Historischen Kommission für Pommern und die Jahre bis 1945. In: Nils Jörn, Haik Thomas Porada (de) (Hrsg.): Die Historische Kommission für Pommern 1911–2011. Bilanz und Ausblick (= Veröffentlichungen der Historischen Kommission für Pommern, Reihe V: Forschungen zur pommerschen Geschichte, Band 47), Köln/Weimar/Wien 2018, S. 131–158.
- Stadtarchiv Stralsund vor dem Neustart. Bewahrte Schätze treffen digitale Medien. In: in: Welt-Kultur-Erbe (2018), S. 72–73.
- Die Kapitationssteuerregister von 1667 bis 1670. Frühe Einwohnerverzeichnisse von 22 pommerschen Städten. In: Sedina-Archiv. Familiengeschichtliche Mitteilungen Pommerns, 64. Jg. (2018), H. 3, S. 323–332.
- Die Verkehrswege Vorpommerns in der Forschung. In: Stier und Greif. Heimathefte für Mecklenburg-Vorpommern, 2. Jg. (2018), H. 1, S. 11–17.
- Quellen zur Hansegeschichte im Stadtarchiv der Hansestadt Stralsund. In: Stralsunder Hefte für Geschichte, Kultur und Alltag, 10. Jg. (2018), H. 2, S. 49–51.
- Wolgast als herzogliche Residenz im 16. und 17. Jahrhundert. In: Rafał Makała (Hrsg.): Unbekannte Wege. Die Residenzen der Pommernherzöge und der verwandten Dynastien als Kunstzentren und Stationen künstlerischer Migration zwischen Reformation und Dreißigjährigem Krieg, Schwerin 2018, S. 11–28.
- St. Veit, das Kloster Corvey und Rügen. Ein Brief aus dem Jahre 1455 im Stadtarchiv Stralsund. In: StraleSunth. 8. Jg. (2018), S. 15–20.
- Die Verwaltung der vorpommerschen Güter des Klosters Marienehe bei Rostock nach der Reformation. Stralsund und Gutzlaff Rotermund im Konflikt. In: Baltische Studien NF 104, 2018, S. 75–95.
- Die Lustrationsprotokolle der schwedisch-pommerschen Städte von 1664/65. Einwohnerverzeichnis und Bestandsaufnahme nach dem Dreißigjährigen und dem Schwedisch-Polnischen Krieg. In: Sedina-Archiv. Familiengeschichtliche Mitteilungen Pommerns, 65. Jg. (2019), H. 1, S. 426–445.
- Der Herrschaftswechsel von 1815 aus der Sicht der alten Landstände. Dokumente aus dem Nachlass des Stralsunder Bürgermeisters David Lucas Kühl. In: Nils Jörn, Dirk Schleinert (Hrsg.): Vom Löwen zum Adler. Der Übergang Schwedisch-Pommerns an Preußen 1815 (Veröffentlichungen der Historischen Kommission für Pommern, Reihe V: Forschungen zur pommerschen Geschichte, Band 52), Köln 2019, S. 39–56.
- „Damit ein jeder der Justice … sich unverändert zu erfreuen habe.“ Die Integration Altvorpommerns in Preußen. In: Nils Jörn, Dirk Schleinert (Hrsg.): Vom Löwen zum Adler. Der Übergang Schwedisch-Pommerns an Preußen 1815 (Veröffentlichungen der Historischen Kommission für Pommern, Reihe V: Forschungen zur pommerschen Geschichte, Band 52), Köln 2019, S. 126–148.
- Tilemann Stellas Beschreibung der mecklenburgisch-pommerschen Grenze Mitte des 16. Jahrhunderts. In: Pommern. Zeitschrift für Kultur und Geschichte. Heft 1/2019, S. 4–8.
- Die Rausches und Griebenow. Der ländliche Raum in Vorpommern vor dem Dreißigjährigen Krieg. In: Haik Thomas Porada, Wolfgang Schmidt (Hrsg.): Kirchliches Leben zwischen Trebel und Strelasund. Beiträge zur Geschichte des Kirchspiels und der Synode Grimmen. Kiel 2019, S. 413–428.
- Haik Thomas Porada, Dirk Schleinert: Burg, Archidiakonat, Schloß und Amt Tribsees. Die zentralörtlichen Funktionen einer pommerschen Stadt in Mittelalter und Neuzeit. In: Haik Thomas Porada, Wolfgang Schmidt (Hrsg.): Kirchliches Leben zwischen Trebel und Strelasund. Beiträge zur Geschichte des Kirchspiels und der Synode Grimmen. Kiel 2019, S. 379–412.
- Arnold Brandenburg (de). In: Biographisches Lexikon von Pommern, Band 3. (Veröffentlichungen der Historischen Kommission für Pommern, Reihe V: Forschungen zur pommerschen Geschichte, Band 48/3), Köln/Weimar/Wien 2019, hrsg. v. Dirk Alvermann und Nils Jörn, S. 88–90.
- David Lucas Kühl (de). In: Biographisches Lexikon von Pommern, Band 3 (Veröffentlichungen der Historischen Kommission für Pommern, Reihe V: Forschungen zur pommerschen Geschichte, Band 48/3), Köln/Weimar/Wien 2019, hrsg. v. Dirk Alvermann und Nils Jörn, S. 168–171.
- Werner von der Schulenburg (de). In: Biographisches Lexikon von Pommern, Band 3 (Veröffentlichungen der Historischen Kommission für Pommern, Reihe V: Forschungen zur pommerschen Geschichte, Band 48/3), Köln/Weimar/Wien 2019, hrsg. v. Dirk Alvermann und Nils Jörn, S. 286–288.
- Die Franziskaner und das Kloster St. Johannis im städtischen Leben Stralsunds im 15. und frühen 16. Jahrhundert. In: Przegląd Zachodniopomorski (Westpommersche Rundschau), XXXIII. (LXII.) Jahrgang (2018), Heft 4, S. 85–93.
- Das „Greifswald-Stralsunder Jahrbuch (de)“ und die „Demminer Kolloquien zur Geschichte Vorpommerns“. Zwei Projekte zur Vermittlung der pommerschen Landesgeschichte in der DDR. In: Blätter für deutsche Landesgeschichte. Band 154 (2018), S. 121–144.
- Peter Pooth (de), Das Heilgeisthospital zu Stralsund, für den Druck bearbeitet von Anke Boehk und eingeleitet von Dirk Schleinert. In: Baltische Studien NF 105, 2019, S. 9–51.
- Eine Strafandrohung für die Bewohner von Ummanz de anno 1616. In: StraleSunth. 9. Jg. (2019), S. 17–22.
- Christian Küssow. Pommerscher Adliger und herzoglicher Amtsträger des 16. Jahrhunderts. In: Baltische Studien NF 106, 2020, S. 45–86.
- Bauern, Pächter und Landesverfassung. David Mevius (de)‘ Schriften als Quelle für die pommersche Landesgeschichte. In: Pommern. Zeitschrift für Kultur und Geschichte. Heft 1/2021, S. 12–15.
- 1698 – Poel wird Maß genommen. Die schwedischen Landmesser auf der Insel. In: Andreas Röpcke (de) (Hrsg.), Poel. Studien zur Geschichte einer besonderen Insel (Veröffentlichungen der Historischen Kommission für Mecklenburg. Reihe B Neue Folge: Schriften zur mecklenburgischen Geschichte, Bd. 8), Lübeck 2021, S. 149–166.
- „Murphys Gesetz“ oder die Verwaltung des Stralsunder Ratsarchivs von 1896 bis 1915/20. In: Stralsunder Hefte für Geschichte, Kultur und Alltag, H. 2/2021, S. 75–76.
- Paul Friedeborn (de) i jego rodzina. Paul Friedeborn und seine Familie. In: Friedeborn i jego dzielo. Friedeborn und sein Werk, hrsg. von Paweł Gut, Szczecin 2021, S. 9–36.
- Die Landesteilungen der Wolgaster Herzöge von 1368 und 1372. In: Baltische Studien NF 107, 2021, S. 19–42.
- Stralsund und die Herzöge von Pommern-Wolgast zur Zeit des Stralsunder Friedens, in: Dirk Schleinert (Hrsg.), Frieden im Ostseeraum. Konfliktbewältigungen vom Mittelalter bis 1945 (= Forschungen zur pommerschen Geschichte. Band 59), Köln 2022, S. 15–39.